# Eoenantiornis
Eoenantiornis es un género extinto representado por una única especie de ave enantiornite, que vivió a principios de período Cretácico, hace aproximadamente 122.46 millones de años, en la época del Aptiense, en lo que hoy es Asia. El espécimen holotipo (IVPP V11537) fue encontrado en Heitizigou en el área de la Formación Yixian en el Lecho Jianshangou., en China